# Трютме-ле-Гран
Трютме́-ле-Гран (фр. Truttemer-le-Grand) — коммуна во Франции, находится в регионе Нижняя Нормандия. Департамент коммуны — Кальвадос. Входит в состав кантона Вир. Округ коммуны — Вир.
Код INSEE коммуны — 14717.

## Население
Население коммуны на 2010 год составляло 631 человек.
| 1962 | 1968 | 1975 | 1982 | 1990 | 1999 | 2010 |
| ---- | ---- | ---- | ---- | ---- | ---- | ---- |
| 598  | 583  | 544  | 553  | 585  | 565  | 631  |

## Экономика
В 2010 году среди 403 человек трудоспособного возраста (15—64 лет) 312 были экономически активными, 91 — неактивными (показатель активности — 77,4 %, в 1999 году было 76,3 %). Из 312 активных жителей работали 295 человек (156 мужчин и 139 женщин), безработных было 17 (4 мужчины и 13 женщин). Среди 91 неактивных 36 человек были учениками или студентами, 32 — пенсионерами, 23 были неактивными по другим причинам.